# Vellozia torquata
Vellozia torquata är en enhjärtbladig växtart som beskrevs av Lyman Bradford Smith och Edward Solomon Ayensu. Vellozia torquata ingår i släktet Vellozia och familjen Velloziaceae. Inga underarter finns listade.